# Dmîtrivka, Rojîșce
Dmîtrivka (în ucraineană Дмитрівка) este un sat în comuna Topilne din raionul Rojîșce, regiunea Volînia, Ucraina.

## Demografie
Componența lingvistică a localității Dmîtrivka
     Ucraineană (99,44%)
     Alte limbi (0,56%)
Conform recensământului din 2001, majoritatea populației localității Dmîtrivka era vorbitoare de ucraineană (99,44%), existând în minoritate și vorbitori de alte limbi.